# Costaceae
Le Costacee (Costaceae Nakai, 1941 sono una famiglia di piante angiosperme monocotiledoni dell'ordine Zingiberales.

## Tassonomia
La famiglia comprende i seguenti generi:
- Chamaecostus C.D.Specht & D.W.Stev.
- Costus L.
- Dimerocostus Kuntze
- Hellenia Retz.
- Monocostus K.Schum.
- Paracostus C.D.Specht
- Tapeinochilos Miq.